# Ларсон-Мейсон, Крис
Кристин (Крис) Ларсон-Мейсон (англ. Christine (Chris) Larson Mason, 21 мая 1956, Дарби, Пенсильвания, США) — американская хоккеистка (хоккей на траве), полевой игрок. Бронзовый призёр летних Олимпийских игр 1984 года.

## Биография
Крис Ларсон-Мейсон родилась 21 мая 1956 года в американском городе Дарби в штате Пенсильвания.
В 1978 году окончила университет штата Пенсильвания, играла за его команды по хоккею на траве, лякроссу и баскетболу.
В 1974 году получила первое приглашение в сборную США. Включалась в первую всеамериканскую сборную по версии NFHCA (1979) и студенческую всеамериканскую сборную (1978).
В 1980 году вошла в состав женской сборной США по хоккею на траве на летних Олимпийских играх в Москве, однако Штаты бойкотировали Олимпиаду.
В 1984 году вошла в состав женской сборной США по хоккею на траве на летних Олимпийских играх в Лос-Анджелесе и завоевала бронзовую медаль. Играла в поле, провела 5 матчей, мячей не забивала.
Работала тренером по хоккею на траве и лякроссу в Бостонском университете и колледже Уильямс. С командой «Уильямс Эфс» по лякроссу семь раз участвовала в турнирах NCAA, в 2000 и 2010 годах выигрывала турнир Спортивной конференции Малых колледжей Новой Англии (NESCAC), в 1996 году признана тренером года по версии IWLCA.

## Увековечение
Введена в Зал славы американского хоккея на траве в 2014 году.